# Policijski kombi
Policijski kombi (pogovorno marica) je tip vozila, ki ga uporablja policija. Policijski kombiji se ponavadi uporabljajo za prevoz pridržanih oseb, katerim je odvzeta prostost, v posebno izdelani celici znotraj vozila ali za hiter prevoz večjega števila policistov na kraj nesreče.

## Zgodovina
Prve policijske kombije so predstavljale kočije, na kateri je bila zaporniška celica. Kasneje so motorni policijski kombiji zamenjali starejša vozila, ki so bila grobo prilagojena za prevoz zapornikov.
Potreba po zavarovanem policijskem kombiju se je pojavila pri kaznjencih, ki so se upirali aretaciji in jih je bilo potrebno premestiti. Če so agresivnega kaznjenca peljali v običajnem policijskem avtu, je obstajala možnost, da bi kaznjenec med prevozom napadel policiste.
Zato so bili izdelani policijski kombiji, ki imajo v zadnjem delu železno celico, ki učinkovito loči kaznjenca od policistov.

## Etimologija
Pogovorni izraz za policijski kombi "marica", ki se uporablja v Sloveniji in državah nekdanje Jugoslavije, izhaja iz angleškega pogovornega izraza "Black Maria". Izvor tega izraza ni jasen. Britanski slovar Brewer's Dictionary of Phrase and Fable navaja teorijo, da se je naziv prijel po Marii Lee, strah vzbujajoči črnski lastnici gostišča, ki jo je policija pogosto poklicala na pomoč pri opravkih s težavnimi osebami. Druga teorija je, da ime izhaja od dirkalnih kobil, za katere je Black Maria postalo priljubljeno ime v sredini 19. stoletja. Zgodnja policijska vozila za prevoz kaznjencev so bila navadno obarvana črno ali temno modro.
Izraz tudi obstaja na Norveškem (maja), na Islandiji (Svarta María) in na Finskem (mustamaija).
V angleško govorečih državah je pogost naziv "Paddy Wagon". Neznan je tudi izvor tega imena, čeprav so ga začeli uporabljati že v 1800. letih. V Veliki Britaniji je najsplošneje sprejeta teorija, da so kombije tako poimenovali po Ircih (Paddy – okrajšava imena Padraig, Patrik – se je uporabljal kot etničen izraz za Irce), ki naj bi zaradi tedaj stereotipne vročekrvnosti in nagnjenosti k alkoholu bili pogosti potniki policijskih kombijev. V ZDA je pogosta teorija, da je poimenovanje nastalo, ker je bilo v zgodnjih ameriških mestih veliko policistov irskega izvora.
Marico nekateri imenujejo tudi materino srce, ker pravijo, da je vedno prostor še za koga več.

## Uporaba policijskih kombijev
Policijske postaje uporabljajo policijske kombije za prevažanje kaznjencev ter za prevoz policistov. 
Nekateri policisti so bili obtoženi, da so med prevažanjem kriminalcev, ki so bili nepripeti, nevarno zavijali in zavirali ter vozili hitro z namenom, da bi se oseba, ki so jo prevažali, poškodovala. Odmeven je bil primer v ameriškem Baltimoru leta 2015, ko naj bi zaradi takšne vožnje umrl Freddie Gray. Nekateri zaporniki so tudi zaradi takšne vožnje ostali paralizirani in so zato prejeli visoke odškodnine.